# Alfred Julius Becher

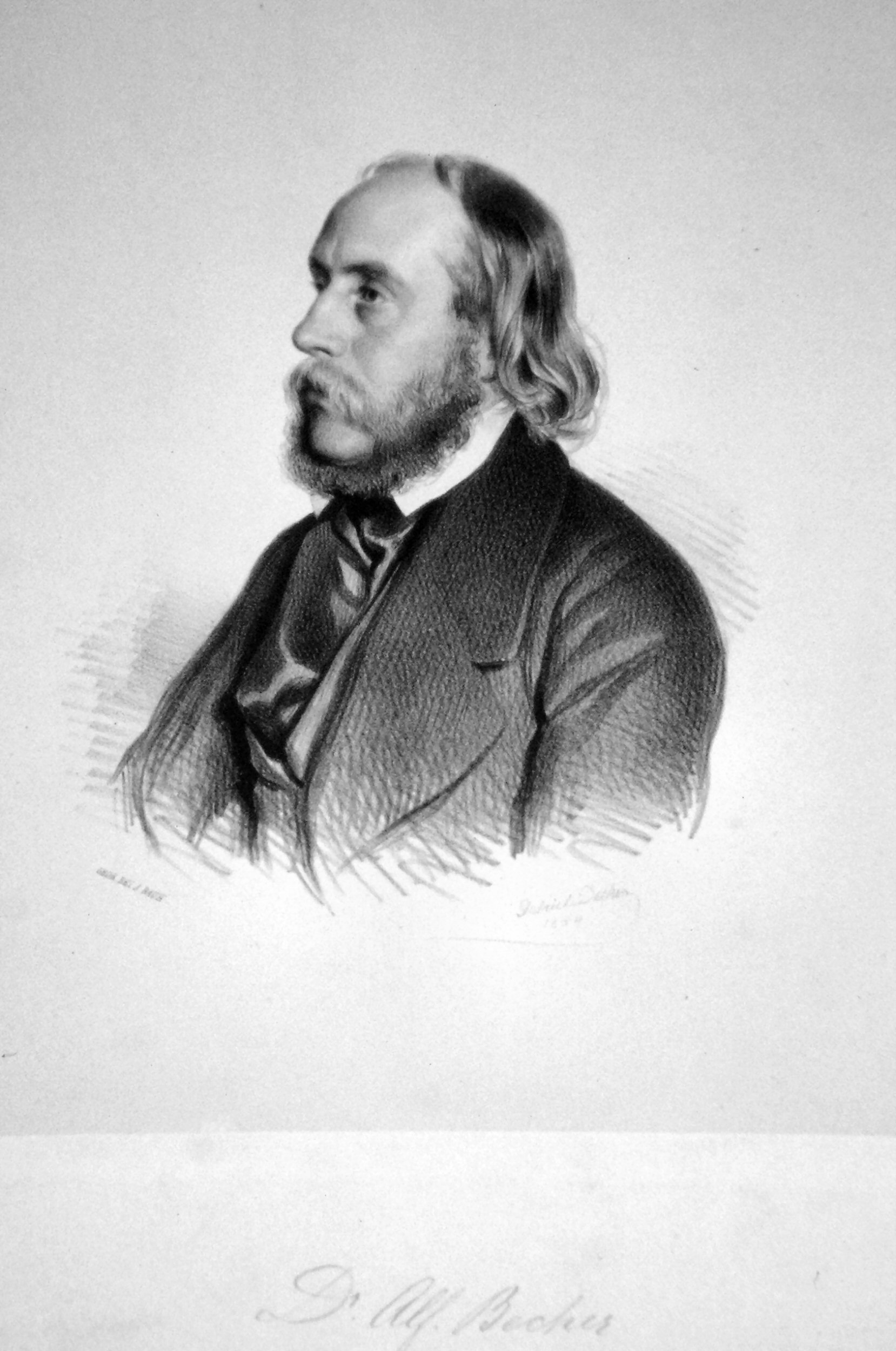
Alfred Julius Becher, litografi av Gabriel Decker (1844).

Alfred Julius Becher, född 27 april 1803 i Manchester av tysk släkt, död 23 november 1848 i Wien (avrättad), var en tysk musikvetare och politiker.
Becher studerade juridik vid tyska universitet. Som student blev han häktad för demagogiska stämplingar. Senare slog han sig ned som advokat i Elberfeld, blev därpå redaktör för en handelstidning i Köln och utgav sedermera i Düsseldorf en tidning för konst och litteratur. Han blev 1838 professor i musikteori i Haag och 1840 professor vid en musikalisk akademi i London.
År 1845 kom han till Wien, där han utgav en biografi över Jenny Lind (Jenny Lind, eine Skizze ihres Lebens, andra upplagan 1847). Marsdagarna 1848 ryckte honom in i politikens virvel. Han blev medlem av den demokratiska centralkommittén och (i juni) huvudredaktör för det revolutionära bladet "Der Radikale". Efter upprorets besegrande fängslades han, dömdes till döden och arkebuserades. Han var vän till Felix Mendelssohn och verksam som kompositör och musikskriftställare. År 1971 uppkallades Bechergasse i Wien-Favoriten efter honom.